# 新添卫
新添卫，明洪武二十三年（1390年）以新添千户所改置，驻地在今贵州省贵定县。属贵州都司。辖境相当今贵定县大部和平塘县西部分地区。天启初安邦彦叛，围贵阳，陷龙里，官军由此进发，以解会城之围。清康熙二十六年（1687年）废。 